# Belén van den Broek
Pour les articles homonymes, voir van den Broek.
Belén van den Broek née le 4 juillet 2003, est une joueuse néerlandaise de hockey sur gazon. Elle évolue au poste d'attaquante au HDM et avec l'équipe nationale néerlandaise.

## Carrière
- Elle a fait ses débuts en équipe première le 8 avril 2022 contre l'Inde à Bhubaneswar lors de la Ligue professionnelle 2021-2022[1].

## Palmarès
- : 2e à la Ligue professionnelle 2021-2022.